# Bartosz Grzelak
Bartosz Grzelak, född 2 november 1978 i Szczecin, Polen är en svensk fotbollstränare och f.d chefstränare för AIK. 
1994 ingick han som fotbollsspelare i Brommapojkarnas juniorlag. Han övergick till AIK 1996, först i juniorlaget, men på sommaren lyftes han upp till A-truppen. Det blev några träningsmatcher med A-laget under vintern 1996-97 och spel i Utvecklingslaget under 1997. I den allsvenska bortamatchen mot Malmö FF den 26 oktober 1997 var det dags för tävlingsdebut för representationslaget då han i den 90:e matchminuten ersatte mittfältaren Johan Mjällby under chefstränaren Erik Hamréns ledning. 0–0-matchen på Malmö stadion blev den enda tävlingsmatchen i AIK-tröjan för honom då han lämnade klubben efter säsongen.
Han började sin tränarkarriär i IK Frej 2009 som spelande assisterande tränare då klubben låg i division 2. Säsongen 2012 blev Grzelak huvudtränare och sportchef då IK Frej spelade i division ett norra. Säsongen 2014 vann klubben kvalet till Superettan och spelade för första gången någonsin i Superettan från och med säsongen 2015. IK Frej slutade på på 14.e plats i debutsäsongen men lyckades hålla sig kvar genom kval. Säsongen 2016 slutade IK Frej på en stabil 10:e plats vilket är klubbens högsta placering i seriespel någonsin. Grzelak lämnade sitt uppdrag sommaren 2017 för att bli en del av AIK:s ledarstab. 
Den 14 juni 2017 presenterades han som ny assisterande tränare för AIK. AIK slutade på andraplats bakom Malmö FF säsongen 2017. Säsongen 2018 vann klubben ligan och blev svenska mästare för 12 gången i historien.
Den 21 december 2018 lämnade Grzelak AIK för att bli assisterande tränare för Sverige U21 herrlandslag.
Den 31 juli 2020 presenterades han som ny huvudtränare för AIK med ett avtal som sträcker sig till och med 31 december 2023. Laget låg på 12 plats i Allsvenskan då Grzelak tog över. Men efter en framgångsrik höst slutade laget på nionde plats. Säsongen 2021 slutade laget på andraplats bakom Malmö FF efter att målskillnad avgjorde tabellen till Malmö FF:s fördel.
Den 28 mars 2022 kom han överens med AIK om en förlängning av avtalet som gällde till och med 31 december 2025. 
Den 19 augusti 2022 meddelade AIK att Bartosz Grzelak entledigades från tjänsten som Chefstränare. Beskedet kom efter att AIK förlorat på bortaplan mot tjeckiska Slovacko i första matchen av två i kvalet till play-off kvalet till Conference League. AIK låg då samtidigt på femte plats i Allsvenskan.
Den 15 mars 2023 presenterades Bartosz Grzelak som huvudtränare för ungerska Fehérvár FC (fd Videoton FC). Grzelak anslöt till klubben med tio matcher kvar på säsongen. Laget låg då på nedflyttningsplats men laget lyckades att undvika nedflyttning. Säsongen 2023/2024 slutade laget fyra och säkrade kval till Conference League.
I juni 2024 plockade ungerska  Újpest FC in Bartosz Grzelak som huvudtränare. Efter en dålig start på vårsäsongen 2025 meddelar klubben den 3:e maj 2025 att Bartosz Grezelak i samråd med klubben lämnar sitt uppdrag som huvudtränare.